# Chikan
Chikan (痴漢, チカン, ou ちかん) é um termo japonês, que se refere ao assédio sexual ou outro ato obsceno realizado contra uma vítima, mas também se refere a uma pessoa que comete tal ato. O termo é frequentemente utilizado para descrever pessoas  que se aproveitam das condições de superlotação nos sistemas de transporte público para tocar sexualmente outras pessoas. Embora o termo não esteja definido no sistema legal Japonês, o uso vernáculo da palavra descreve atos que violam várias leis.A palavra correspondente, utilizado para se referir as mulheres que praticam o chikan é chijo.

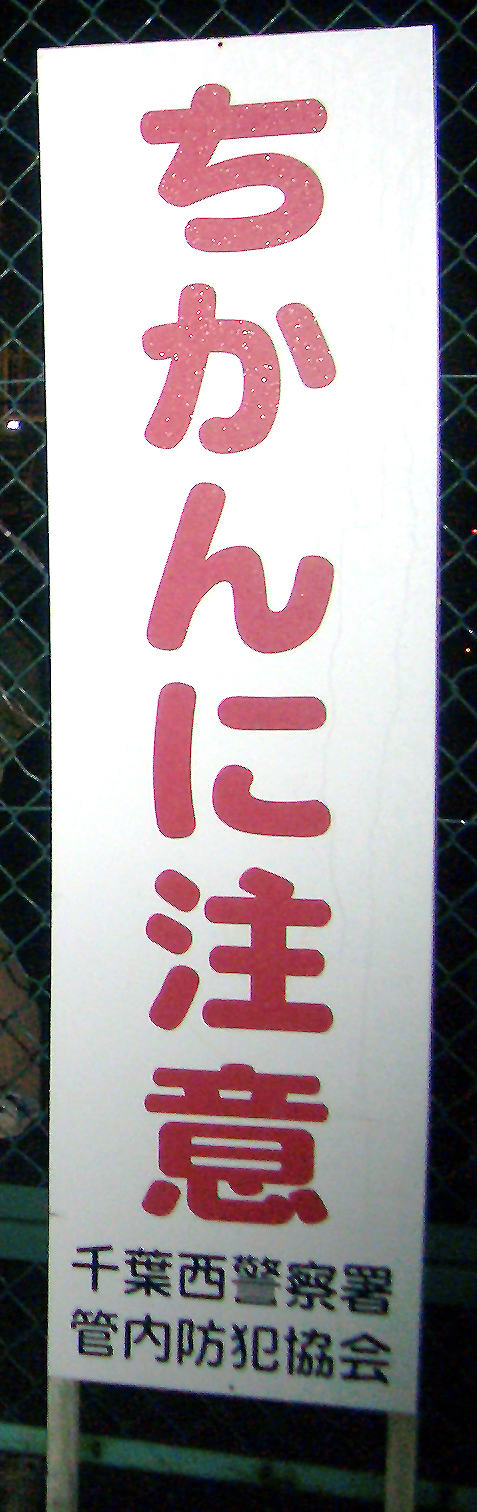
Um sinal em um estacionamento de bicicletas em Kiba, Japão, adverte "Cuidado com Chikan."

Na psicologia clínica, esse desejo é chamado de frotteurismo ou toqueirismo. Embora a imagem do Chikan seja mais frequentemente associada a imagem de mulheres sendo vitimas de chikan em trens lotados, na realidade os abusadores ou abusadoras sexuais, tiram vantagem de pessoas de ambos os sexos, e em outros ambientes alem dos metros. Um exemplo desta situação (o sinal representado à direita) ocorre em um estacionamento de bicicletas, onde um molestador ou molestadora vai esperar até que um homem ou mulher se curve, para soltar a trava da sua bicicleta e em seguida  apalpar-lhe por trás. O chikan muitas vezes é representado na pornografia japonesa. Como parte do esforço para combater o chikan, algumas empresas ferroviárias designam vagões só para mulheres.Embora esta medida segundo alguns especialistas é uma medida paliativa, pois não resolve o problema, alem de ser preconceituosa pois ignora os homens que também são vitimas de chikan.